# Paenalcaligenes suwonensis
Paenalcaligenes suwonensis es una bacteria gramnegativa del género Paenalcaligenes. Fue descrita en el año 2014. Su etimología hace referencia a la región de Suwon, en Corea del Sur. Es aerobia y móvil. Tiene un tamaño de 0,5-0,7 μm de ancho por 1-1,8 μm de largo. Catalasa y oxidasa positivas. Forma colonias de color amarillo pálido, lisas, circulares, convexas y con márgenes enteros en agar R2A. También crece en agar TSA, LB, NA y MacConkey. Temperatura de crecimiento entre 10-40 °C, óptima de 28 °C. Tiene un genoma de 3,5 Mpb. Se ha aislado de compost de setas en la región de Suwon, en Corea del Sur. Se ha descrito un caso de gastroenteritis en Nigeria, con una cepa portadora de carbapenemasa de tipo VIM-5 y OXA-368.